# ソ連名誉軍事航空士
ソ連名誉軍事航空士(ロシア語: Заслуженный военный штурман СССР)は、ソビエト連邦の栄誉称号。

## 概要
1965年1月26日、ソビエト連邦最高会議幹部会により制定された栄誉称号である。
主に航空部隊や軍の機関、士官学校及びその他の軍組織、部隊に所属している者や、航空士または航空教官のうち一級技術を有している者が対象となった。それらのなかで、航空技術の開発や高度な教育、飛行技術、また長期間に渡る安定した飛行など優れた業績を残した者に当局よりソ連名誉軍事航空士の栄誉称号が与えられている。
受賞者の選定は、国防省の推薦に基づきソビエト連邦最高会議が行っていたが、1988年8月22日を以て廃止された。ソビエト連邦の崩壊後、ロシア連邦ではロシア連邦名誉軍事航空士が制定されている。
称号の受賞者には同時に記章も贈られた。記章は通常右胸上部に佩用し、栄誉称号であるため他の勲章よりも上に配置した。

## 主な受賞者
- ヴィクトール・ラヴスキー（ロシア語版）…最初の受賞者
- フョードル・ヤロヴォイ（ロシア語版）…最初の受賞者
- エフゲニー・カバノフ（ロシア語版）
- グリゴーリー・マラシェンコフ（ロシア語版）